# Edward F. Albee Foundation, Inc.
 Edward F. Albee Foundation, Inc.  ist eine US-amerikanische Stiftung, die Kunstpreise vergibt.
Der US-amerikanische Schriftsteller  Edward Albee (1928–2016), einem großen Publikum bekannt durch das Theaterstück Wer hat Angst vor Virginia Woolf? gründete 1967 die Edward F. Albee Foundation, Inc. und war Direktor der Stiftung.
Das William Flanagan Memorial Creative Persons Center, besser bekannt als die Scheune ist der Sitz der Stiftung. In der Scheune in Montauk, Long Island, New York haben  bildende Künstler, Komponisten und Schriftsteller die Möglichkeit ungestört zu arbeiten und sich auszutauschen.
Talent und Bedarf sind die Kriterien, die erfüllt sein müssen, um für das Programm Artist in Residence in Frage zu kommen. Alle Künstler und Schriftsteller können sich bewerben.